# Andrea Lekić
Andrea Lekić, cyr. Андреа Лекић (ur. 6 września 1987 w Belgradzie) – serbska piłkarka ręczna, reprezentantka kraju, środkowa rozgrywająca. Wicemistrzyni Świata 2013. Obecnie występuje w macedońskim Vardarze Skopje.
Została wybrana najlepszą Piłkarką Ręczną na Świecie 2013 r.

## Sukcesy

### reprezentacyjne
- Mistrzostwa Świata:
  -  2013

### klubowe
- Mistrzostwo Serbii:
  -  2007
- Mistrzostwo Słowenii:
  -  2008, 2009, 2010, 2011
- Puchar Słowenii: 
  -  2008, 2009, 2010, 2011
- Mistrzostwa Węgier:
  -  2012, 2013
- Puchar Węgier:
  -  2012, 2013
- Liga Mistrzyń:
  -  2013
  -  2014, 2015, 2016

## Nagrody indywidualne
- MVP Ligi Regionalnej (2009).
- Najlepsza środkowa rozgrywająca Mistrzostw Europy 2012
- Najlepsza piłkarka ręczna roku 2012 w Serbii[2]
- Piłkarka Ręczna na Świecie Roku 2013